# Isabelle Carré
Isabelle Carré (* 28. května 1971 Paříž) je francouzská divadelní a filmová herečka, držitelka Césara a divadelní Molièrovy ceny.

## Život a kariéra
Je dcerou designéra a sekretářky. Má dva bratry a dětství prožila v sedmém pařížském obvodu.
V patnácti letech se osamostatnila a ačkoliv se původně chtěla stát tanečnicí, začala pak studovat herecké kurzy. Už od mládí je velkou obdivovatelkou Romy Schneider. Později, v letech 1989–1990 studovala na ENSATT (École nationale supérieure des arts et techniques du théâtre).
K významnějším filmům, ve kterých hrála, patří například Les Sentiments (2003), Zbloudilá srdce (2006) nebo Útěk (2009). Během kariéry byla, kromě získaného Césara, ještě celkem sedmkrát na něj nominována.
Angažuje se také společensky, a to v humanitárních aktivitách. V srpnu 2006 se vdala za filmového producenta Bruna Peseryho, se kterým má syna a dvě dcery.

## Filmografie (výběr)
- 1992 : Beau fixe (Beau fixe), režie Christian Vincent
- 1995 : Husar na střeše (Le Hussard sur le toit), režie Jean-Paul Rappeneau
- 1996 : Rošťák Beaumarchais (Beaumarchais, l'insolent), režie Edouard Molinaro
- 1997 : Zapovězená žena (La Femme défendue), režie Philippe Harel
- 1999 : Děti století (Les Enfants du siècle), režie Diane Kurys
- 1999 : Děti z mokřin (Les Enfants du marais), režie Jean Becker
- 1999 : Pusa (La Bûche), režie Danièle Thompson
- 2000 : Zítra bude líp (Ça ira mieux demain), režie Jeanne Labrune
- 2001 : Středa, ten šílený den! (Mercredi, folle journée!), režie Pascal Thomas
- 2002 : Má mě rád, nemá mě rád (À la folie... pas du tout), režie Laetitia Colombani
- 2003 : Les Sentiments (Les Sentiments), režie Noémie Lvovsky
- 2005 : V jeho rukou (Entre ses mains), režie Anne Fontaine
- 2006 : Čtyři hvězdičky (Quatre étoiles), režie Christian Vincent
- 2006 : Zbloudilá srdce (Coeurs), režie Alain Resnais
- 2007 : Anna M. (Anna M.), režie Michel Spinosa
- 2007 : Léto s liškou (Le Renard et l'enfant), režie Luc Jacquet
- 2008 : Klientka (Cliente), režie Josiane Balasko
- 2008 : Les Bureaux de Dieu (Les Bureaux de Dieu), režie Claire Simon
- 2009 : Útěk (Le Refuge), režie François Ozon
- 2010 : Láska s vůní čokolády (Les Émotifs anonymes), režie Jean-Pierre Améris
- 2011 : Proti větru (Des Vents contraires), režie Jalil Lespert
- 2011 : Rendez-vous avec un ange (Rendez-vous avec un ange), režie Yves Thomas a Sophie de Daruvar
- 2012 : La Cerise sur le gâteau, (La Cerise sur le gâteau), režie Laura Morante
- 2012 : Jako chmýří pampelišek (Du vent dans mes mollets), režie Carine Tardieu
- 2012 : Cherchez Hortense (Cherchez Hortense), režie Pascal Bonitzer
- 2013 : Cheba Louisa (Cheba Louisa), režie Francoise Charpiat
- 2014 : Dehet a peří (Du goudron et des plumes), režie Pascal Rabaté
- 2014 : Příběh Marie (Marie Heurtin), režie Jean-Pierre Améris
- 2014 : Respire (Respire), režie Mélanie Laurent
- 2015 : 21 nuits avec Pattie (21 nuits avec Pattie) , režie Arnaud a Jean-Marie Larrieu
- 2015 : Les Chaises musicales (Les Chaises musicales), režie Marie Belhomme
- 2015 : Ange et Gabrielle (Ange et Gabrielle), režie Anne Giafferi
- 2015 : Paris-Willouby (Paris-Willouby), režie Quentin Reynaud a Arthur Delaire
- 2016 : Le Cœur régulier (Le Cœur régulier), režie Vanja d'Alcantara
- 2016 : Une vie ailleurs (Une vie ailleurs), režie Olivier Peyon
- 2016 : Comment j'ai rencontré mon père (Comment j'ai rencontré mon père), režie Maxime Motte

## Ocenění

### César
Ocenění
- 2003: César pro nejlepší herečku za film Se souvenir des belles choses

Nominace
- 1993: César pro nejslibnější herečku za film Beau fixe
- 1996: César pro nejslibnější herečku za film Husar na střeše
- 1998: César pro nejslibnější herečku za film Zapovězená žena
- 2004: César pro nejlepší herečku za film Les Sentiments
- 2006: César pro nejlepší herečku za film V jeho rukou
- 2008: César pro nejlepší herečku za film Anna M.
- 2011: César pro nejlepší herečku za film Les Émotifs anonymes

### Molièrova cena
Ocenění
- 1999: Molièrova cena pro herečku za představení Mademoiselle Else
- 2004: Molièrova cena pro herečku za představení L'Hiver sous la table

### Jiná ocenění
- 1997: Cena Gérarda Philipa pro nejlepší divadelní herečku
- 1998: Cena Romy Schneider